# Spy × Family
Spy × Family (スパイファミリー?) es una serie de manga escrita e ilustrada por Tatsuya Endō. Comenzó a publicarse de forma gratuita en la aplicación y sitio web Shōnen Jump+ de Shūeisha desde el 25 de marzo de 2019.
Spy × Family narra las aventuras del agente secreto Twilight, quien —bajo su identidad civil de Loid Forger— debe «formar una familia» para cumplir una misión y mantener la paz entre los países ficticios Ostania y Westalis. Sin embargo, Twilight desconoce que la niña que adoptó como hija (Anya Forger) posee poderes de telepatía, mientras que la mujer con la que aceptó casarse (Yor Briar) es, en realidad, una asesina profesional al servicio de Ostania.
Una adaptación al anime fue realizada bajo la producción de Wit Studio y CloverWorks. La primera parte de la primera temporada se emitió del 9 de abril al 25 de junio del 2022, y la segunda parte el 1 de octubre del mismo año.
El manga se convirtió en uno de los mayores éxitos de Shōnen Jump+ con ventas de dieciocho millones de copias impresas y digitales en Japón hasta mayo de 2022, al igual que su adaptación al anime, que logró altos niveles de audiencia y elevadas ventas en DVD y Blu-Ray, además de ser elogiada por la crítica. Editorial Ivrea adquirió los derechos de publicación y lo distribuye en España desde abril de 2020 y en Argentina desde mayo del mismo año, mientras que la Editorial Panini adquirió los derechos de la obra para México en febrero de 2021.
La segunda temporada de Spy x Family se estrenó el 7 de octubre de 2023.Dos meses después se estrenaría el 22 de diciembre en Japón la película Spy × Family Code: White

## Argumento
Spy × Family narra las aventuras del espía Twilight (Crepúsculo en inglés) quien trabaja para el servicio de inteligencia WISE de la ficticia república de Westalis y cuyo deber es mantener la paz entre dicho país y su hostil vecino Ostania, un país enemigo en el cual se infiltra con la misión de interceptar a Dónovan Desmond, una poderosa figura de Ostania que representa la mayor amenaza para la paz entre ambos países. Para cumplir su misión, el espía asume la falsa identidad de Loid Forger a la vez que se ve obligado formar una familia falsa con una esposa y un hijo que pueda asistir a la prestigiosa Academia Edén con la esperanza en que pueda acercarse más a Desmond. Por lo tanto, Loid adopta a una niña huérfana de nombre Anya; más adelante, toma como esposa a una joven solitaria y amable llamada Yor Briar.
Sin embargo, Loid ignora que tanto Anya como Yor son personas muy diferentes a lo que aparentan. Yor es una letal asesina conocida Thorn Princess (Princesa de Espinas en inglés) quien aceptó ser la pareja de Loid y unirse a su familia falsa como coartada para alejar posibles sospechas de la doble vida que lleva. Por su parte, Anya es una niña huérfana dotada con la habilidad de leer los pensamientos de las personas a su alrededor —de manera que es la única que conoce los secretos de Loid y Yor— y hará todo lo posible por cumplir las expectativas de Loid y esmerarse en evitar que sus padres descubran su secreto para vivir al lado de su familia en paz. Posteriormente, se les une un perro llamado Bond el cual tiene los poderes de ver el futuro.
Los tres (junto a su perro) intentan vivir como una familia funcional, pero ninguno posee una idea clara o realista de lo que es una vida normal o una familia corriente lo que ocasiona durante toda la historia situaciones hilarantes e incómodas para ellos y las personas que les rodean.

## Aspectos generales del manga

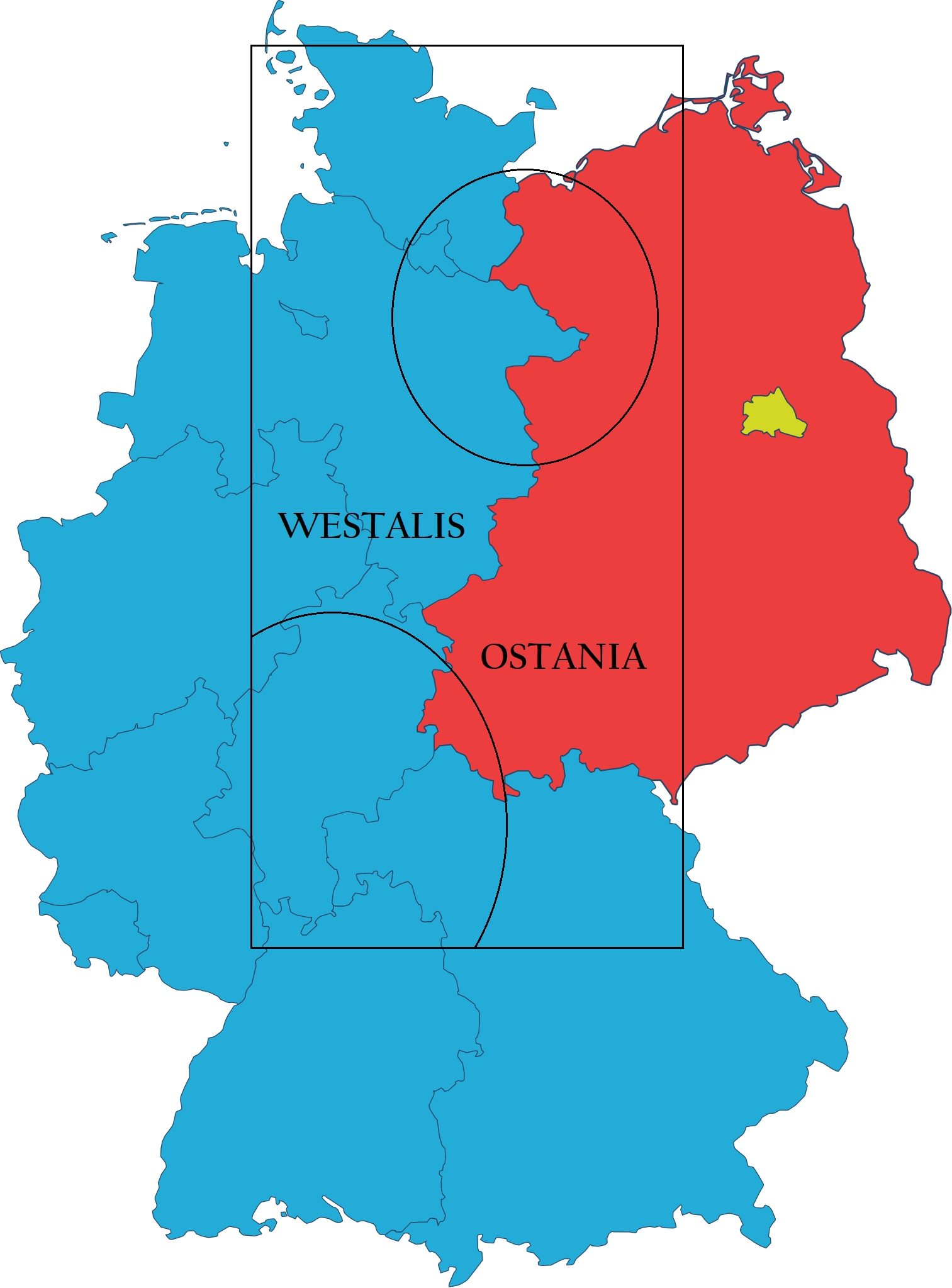
Mapa de los países ficticios de Westalis y Ostania, sacados de una viñeta del manga Spy × Family y superpuesto en un mapa real de las Repúblicas de Alemania Occidental y Oriental durante la época de la Guerra Fría. Para la creación de su mundo, Tatsuya Endō se inspiró en las dos naciones alemanas antes de su reunificación, así como la ciudad de Berlint –capital de Ostania–, está inspirada en la capital de Alemania en la vida real, Berlín.

Spy × Family se ambienta en un universo alternativo, en donde existen dos países ficticios llamados Westalis y Ostania cuyas relaciones son muy tensas debido a una guerra que ocurrió entre ellos en el pasado. Aunque los dos Estados hayan alcanzado una relativa paz, existen personas y grupos radicales que buscan el reinicio del conflicto armado. En consecuencia, ambas naciones han creado sus respectivas organizaciones para mantener la paz a toda costa, como los son —por parte de Ostania— las SSS y por parte de Westalia, el servicio de inteligencia WISE del que forma parte el agente Twilight. La familia protagonista se conforma por diferentes figuras comunes en las historias de espionaje y acción, con Loid como un espía y su esposa Yor que es una asesina a sueldo, pero con elementos de la ciencia ficción añadidos como son los poderes telepáticos de Anya, y las capacidades precognitivas del perro Bond. 
Aunque la premisa principal de la obra está centrada en la acción y el espionaje, el género principal de la misma es la comedia —con ciertos elementos del slice of life— cuyas tramas casi siempre se centran en los esfuerzos de los Forger en sostener la fachada de ser una familia ordinaria y mantener oculto sus respectivos secretos. Sin embargo, terminan por complicar su objetivo inicial y, en muchas ocasiones, acaban en situaciones comprometedoras —a veces peligrosas— pero divertidas. Cada miembro de los Forger tiene sus propias motivaciones para formar parte de la familia: Loid para cumplir su misión principal, la Operación Strix; Yor para evitar ser capturada por la SSS, además de no ser descubierta su verdadera identidad como la asesina Thorn Princess; y Anya, quien anhela pertenecer a una familia que la acepte y críe como una niña normal, al igual que el perro Bond. Gracias a sus poderes telepáticos Anya conoce el secreto de sus padres adoptivos y hará lo que pueda para mantenerlo en secreto. Conforme más tiempo pasan juntos, los Forger eventualmente desarrollan afecto entre ellos aunque de manera inconsciente

## Personajes principales
- Loid Forger (ロイド・フォージャー?)

Alias: Twilight (黄昏 Tasogare?)
Twilight es un espía de Westalis con capacidades extraordinarias de combate con una excelente memoria y procesamiento de información, además de poder cambiar su nombre e historial de vida en cada misión. Cuando se le asigna la Operación Strix, asume la identidad de Loid Forger, además de estar obligado a formar una familia falsa a modo de fachada, por lo que adopta a Anya como hija y a Yor como esposa, sin conocer las habilidades ni los secretos de ambas. En la adaptación japonesa su seiyū es Takuya Eguchi, y en el doblaje latinoamericano es Miguel de León y en el doblaje en castellano es Jesús Motos.
- Yor Forger (ヨル・フォージャー?)

Alias: Thorn Princess (いばら姫 Ibara Hime?)
Yor Forger (de apellido soltera Briar (ブライア?)) es una mujer inocente y amable de 27 años que en realidad es la mejor sicaria de Ostania, aunque en su vida pública trabaja como empleada en el ayuntamiento de Berlint. Para evitar ser descubierta o levantar sospechas de la SSS, se ve obligada a buscar un novio o esposo y por ello acepta la propuesta de Loid de fingir estar en una relación, mientras ella misma cree que Loid es un psiquiatra viudo y Anya la hija de su matrimonio anterior. Muchas veces debe recurrir a excusas absurdas para explicar ante su nueva familia algunas actitudes o habilidades extrañas que muestra por descuido. En la adaptación japonesa su seiyū es Saori Hayami, en el doblaje latinoamericano es Romina Marroquín Payró y en el doblaje castellano es Mireia López.
- Anya Forger (アーニャ・フォージャー?)

Alias: Sujeto 007 (被験体 Hikentai 007?)
Una niña huérfana de 5 años con la capacidad de leer la mente de otras personas. Originalmente fue un sujeto de prueba experimental llamado «Sujeto 007», creado por una organización misteriosa como una herramienta de espionaje y contrainteligencia, pero escapó porque estaba disgustada con esa vida en la que no podía disfrutar de su niñez. Es adoptada por Loid y más adelante conoce a Yor. Debido a sus poderes telepáticos, Anya es la única que conoce las verdaderas identidades de ambos, y se esmera en lo posible en ayudarles a cubrir su fachada. En la adaptación japonesa su seiyū es Atsumi Tanezaki, en el doblaje latinoamericano es Elizabeth Infante, y en el doblaje castellano es Majo Montesinos.
- Bond (ボンド?)

Alias: Espécimen 8 (実験体8号 Jikkentai 8-gō?)
Es el perro de la familia Forger, originalmente fue sujeto de crueles experimentos realizados por una división científica secreta de Ostania que buscaba darles inteligencia a los perros para usarlos como armas vivientes en la guerra contra Westalis, por lo que fue designado como el «Espécimen 8», además de adquirir la capacidad de ver el futuro Cuando vive con la familia Forger, puede interactuar con Anya gracias al poder telepático de ésta, entre los dos logran salvar la vida de Loid en una misión en donde estaba condenado a morir. Bond tiene un vago parecido con un Gran Pirineo, sin embargo posee una musculatura y físico delgado más parecido al de un galgo cómo es posible observar cuando se moja.

## Elementos relevantes
- Academia Edén (イーデン校 Īden Kō?): Un colegio para los hijos de las grandes élites de la sociedad de Ostania, los alumnos que son admitidos en la clase especial tienen asegurado su futuro y su éxito durante el resto de su vida. Sin embargo, los estándares para ser aceptado y las exigencias académicas son en extremos altas, por lo que existe un fuerte ambiente de competitividad tanto para ser admitido como para permanecer en dicha academia.
- Académicos Imperiales (皇帝の学徒?)': Son un reducido grupo de estudiantes de élite dentro de la Academia Eden quienes son reconocidos a simple vista por las capas que llevan en sus uniformes. Cualquier estudiante que gane ocho Stellas, adquiere dicho estatus y prestigio para sus familias. La familia Desmond posee una larga tradición de académicos imperiales, por lo que el círculo de amistades cercanas de Dónovan está compuesto de forma exclusiva por académicos imperiales o sus familiares. Para cumplir con la Operación Strix, el agente Twilight necesita que Anya tenga un buen rendimiento académico y pueda ingresar a ese grupo de élite para estar más cerca de los Desmond.[17]
- Garden: Es un grupo independiente y secreto de asesinos quienes tienen como meta purgar el país asesinando a los traidores y enemigos de Ostania, Yor Forger es uno de sus miembros más reconocidos y distinguidos, la cual trabaja con el sobrenombre de Thorn Princess.
- Operación Strix: Operativo creado y coordinado por WISE cuyo propósito es mantener la paz entre Westalis y Ostania. La operación se enfoca en un político Ostaniano Dónovan Desmond, líder de una facción política radical, de quien se sospecha que usa su fortuna e influencias para llevar a cabo actividades subversivas con el propósito de reiniciar la guerra, por lo que es necesario interceptarlo para descubrir sus planes e intenciones. Sin embargo, Dónovan es una persona paranoica y aislacionista, que solo se deja ver en las reuniones relacionadas con la Academia Edén. Por lo que la misión de Twilight consiste en conseguir una esposa y un hijo que estudie en dicha academia y entable buenas relaciones con Damián Desmond, el hijo menor de Donovan.
- Ostania: en un país ficticio, inspirado en la extinta Alemania Oriental,[5][6] lugar de nacimiento de Anya y Yor, en cuya capital Berlint ocurren los principales acontecimientos de la historia. Desde hace muchos años demostró tensiones diplomáticas con Westalis, lo que años atrás tuvo como consecuencia que realizaran numerosos bombardeos sobre su vecino, lo que acabó con la vida de miles de personas, incluidos los padres de Twilight, y que sólo cesó tras el cambio de Gobierno, que optó por un cese al fuego y pláticas diplomáticas que han logrado una frágil paz entre ambas naciones.
- Westalian Intelligence Services' Eastern-Focused Division (Servicio de Inteligencia de Westalis para contrarrestar el Este): Es una agencia de inteligencia gubernamental, conocida por su acrónimo WISE, cuyo principal objetivo es mantener la paz entre Westalis y Ostania. La organización emplea diversos métodos para cumplir con su objetivo, ya sea a través de espionaje, infiltración, sabotajes, escuchas telefónicas e incluso asesinatos. Dicha agencia está inspirada en la CIA y el MI6 de la vida real.

- State Security Service (Servicio de Seguridad del Estado): Es un organismo bajo el mando del Gobierno de Ostania, también es conocida por sus siglas SSS. Su objetivo es mantener la paz en la nación deteniendo o eliminando a cualquier objetivo que represente una amenaza para la sociedad, lo que los convierten en un enemigo muy peligroso para el Operación Strix, ya que la SSS han asumido de manera errónea que la misión de Twilight y los demás espías de Westalis es acabar con la paz y dañar a Ostania. Son reconocidos y temidos en toda la nación por su crueldad y falta de empatía. Muchas personas —algunas inocentes— han sido detenidas, torturadas y ejecutadas por simples sospechas, muchas veces infundadas. Vagamente está basado en organizaciones de la vida real como la KGB, y la Stasi.
- Stella: Medalla en forma de estrella la cual sirve como reconocimiento dentro de la Academia Edén para los estudiantes logren un notable a nivel académico, social, o que demuestre un comportamiento muy honorable. Al obtener ocho Stellas, se reconoce al estudiante como Académico Imperial.
- Tonitrus Bolts: Medalla de castigo en forma de rayo que la Academia Edén otorga a cualquier estudiante que incurra en alguna falta, mala conducta, una actitud indigna hacia sus compañeros, o que tengan problemas de desempeño académico o presentación personal. Cualquiera que obtenga ocho Tonitrus, inmediatamente será expulsado de la Academia.
- Westalis: Es un país ficticio inspirado en la Alemania Occidental,[5][6] lugar de origen del espía Twilight. En el pasado, sufrió un masivo ataque por parte de Ostania que diezmó gran cantidad de ciudades y habitantes iniciando una cruenta guerra que duró años; tras muchos esfuerzos diplomáticos por parte de su Gobierno y el de Ostania, se logró una paz frágil entre ambas naciones que es mal vista por muchas facciones y movimientos radicales quienes desean reiniciar la guerra. Por lo tanto, se creó la organización de inteligencia WISE, quien —con la ayuda de su mejor agente Twilight en Ostania—, implementan la Operación Strix para asegurar la continuidad de la paz entre ambos gobiernos.

## Producción

### Desarrollo
Tatsuya Endō y su editor Shihei Lin se conocen desde hace más de diez años quien fue su editor inicial en su primera serie Tista (2007). Cuando fue trasladado del departamento editorial de Jump Square a Shōnen Jump+, Endō le siguió de buena gana y comenzaron a desarrollar un nuevo trabajo. Spy × Family tomó elementos de tres de sus viejos One-shot de Jump Square Rengoku no Ashe (煉獄のアーシェ?  lit. Ceniza del purgatorio), Ishi ni Usubeni, Tetsu ni Hoshi (石に薄紅、鉄に星 lit. Rojo pálido sobre piedra, estrellas sobre hierro?) y especialmente I Spy. Lin declaró que su recepción entre el departamento editorial fue tan buena que prácticamente se decidió publicarlo incluso antes de que se realizara la reunión oficial.
El borrador inicial recibió un título provisional de Spy Family escrito en japonés. A Endō se le ocurrieron más de 100 opciones para el nombre del manga, pero al final decidieron usar el mismo título pero en inglés y con una (×) de por medio, influenciado por el título del manga Hunter × Hunter. Lin afirmó que él y Endō siempre son conscientes de la línea donde la violencia como un aspecto necesario en una historia de espías, pero que se pueda aplicar por el bien de la comedia. Al tener las obras previas Endō Tista y Gekka Bijin una temática muy oscura, el editor le pidió a Endō que le diera a Spy × Family un tono más alegre. El diseño del personaje de Anya Forger se inspiró en la protagonista de Rengoku no Ashe y su percepción extrasensorial se decidió desde el principio. El editor declaró que la serie tiene una amplia audiencia entre todas las edades y géneros debido al estilo de dibujó limpio y la capacidad de Endō para transmitir emociones como parte del atractivo del manga. Como el mundo y los personajes quedaron establecidos a partir del volumen dos, Lin reveló que tanto él como Endō comenzarían a incluir narraciones más largas dentro del manga.
Para la producción del anime, se decidió recurrir a dos estudios de animación que pudieran trabajar en conjunto, de los cuales fueron elegidos Wit Studio y CloverWorks. Los productores Kazue Hayashi y Kazuki Yamanaka comentaron sobre la importancia del trabajó en cooperación en la industria del anime,  además comentaron la forma en que se distribuyeron la producción con los episodios impares para Wit Studio y los pares para CloverWorks.

### Influencias
Para la creación de Spy × Family, el mangaka tomo diferentes elementos como influencia. A Endo le gustaba la situación de «ocultar su identidad», por lo que la obra tiene como protagonista principal a un espía. Asimismo, se influenció en la película Sr. y Sra. Smith que representan a una pareja de asesinos a sueldo que tienen que convivir como familia. Shihei, comentó que al momento de crear el manga consideró que este se viera «moderno» y que el motivo de su éxito se debió a que coinciden con las tendencias actuales en el momento adecuado. Shuhei Hosono, editor en jefe de la Shonen Jump+ compartió el mismo punto de vista de Shihei. Aunque el manga tiene una atmósfera de película, utiliza un método de novela que a menudo se ve en los cómics de niños en los últimos años donde el personaje principal siempre habla en su propio corazón, esto debido a que considera una técnica excelente de cambiar las emociones a las personas que rodean al personaje principal. Otra cuestión que se tomó en cuenta fue la representación se hace de las familias ensambladas por causa del debilitamiento de los lazos familiares en la sociedad japonesa, se incrementó el número de personas que «anhelan tener una familia reunida» ya que eso les daba esperanza, por lo que se identificaron con los personajes principales que forman una familia muy unida aunque no tuviesen lazos sanguíneos.

## Contenido de la obra

### Manga
Spy × Family es escrito e ilustrado por Tatsuya Endō, el cual se publica cada quince días en la aplicación y sitio web Shōnen Jump+ desde el 25 de marzo de 2019. Los capítulos, publicados cada dos lunes, han sido recopilados y publicados en quince volúmenes tankōbon por Shūeisha hasta el momento. Shūeisha también publica el manga de manera simultánea y gratuita en español por medio de la aplicación y sitio web Manga Plus. Igualmente Viz Media comenzó a publicar Spy × Family en inglés, sin costo y simultáneo, desde su sitio web el 22 de septiembre de 2019.
Editorial Ivrea adquirió los derechos la obra para España y Argentina en 2022, el primer volumen salió a la venta en abril para España y mayo para Argentina. De igual manera, Panini Cómics consiguió los derechos de distribución en México, cuyo primer volumen salió a la venta el 10 de febrero del 2021.

### Novela ligera y guías oficiales
La novela ligera Spy × Family: Kazoku no Shōzō ( SPY×FAMILY 家族の肖像  lit. Spy × Family: retrato de familia?), fue pulicada el dos de julio de 2021, la cual contiene cuatro relatos y una «novela corta» de siete páginas escrita por Aya Yajima. También salió a la venta el libro SPY x FAMILY Official Fanbook: EYES ONLY ( SPY×FAMILY 公式ファンブック EYES ONLY?) que sirve como guía oficial la cual contiene una explicación detallada de los personajes principales y secundarios del manga, su historia, cosmovisión, nueva información, galería a color con ilustraciones para eventos y productos, entrevistas hacia Kazumi Takayama y Hiroyuki Nishimori y otros agregados. Al mismo tiempo que el anime, salió a la venta la guía  TV Anime SPY x FAMILY Official Start Guide ANIMATION×1st MISSION (TVアニメスパイファミリー公式スタートガイド ANIMATION×1st MISSION?), el 4 de abril de 2022, la cual incluye diseños de personajes de anime, guiones gráficos, animaciones clave, imágenes promocionales, entrevistas y comentarios del personal y los actores de voz. El libro actúa como un iniciador guía para el anime y no contiene muchos detalles sobre episodios posteriores a los dos primeros. La segunda guía, TV Anime SPY x FAMILY Official Guide Book MISSION REPORT:220409-0625 (TVアニメ『SPY×FAMILY』公式ガイドブック MISSION REPORT:220409-0625?), brinda mayores detalles de la primera parte del anime, información de los personajes principales, detalles de los primeros doce episodios; artes clave para ambientaciones e historias; guiones gráficos; entrevistas y comentarios del personal, los actores y los cantantes de los dos primeros temas de apertura y cierre. Salió a la venta el 2 de septiembre de 2022.

### Anime
Una adaptación de anime fue realizada por CloverWorks y Wit Studio en colaboración. La serie está dirigida por Kazuhiro Furuhashi, con diseños de personajes de Kazuki Shimada, y fue dividida en dos partes. La primera parte de 12 episodios, se emitió en Japón del 9 de abril al 25 de junio de 2022 en TV Tokyo y otras cadenas, mientras que la segunda parte con los 13 episodios restantes se estrenó el 1 de octubre de 2022.
Muse Communication consiguió los derechos de la serie en Taiwán, el sur y sureste de Asia. Crunchyroll obtuvo los derechos de transmisión fuera del continente asiático, estrenaron la serie por su plataforma de streaming el 23 y 24 de abril para Norteamérica y América Latina con sus respectivos doblajes al inglés y español. El 24 de septiembre de 2022, Crunchyroll anunció que la serie se estrenará en España el 15 de octubre del mismo año con doblaje al castellano.
El 18 de diciembre de 2022, se anunciaron una segunda temporada y una película en el evento Jump Festa '23, y ambas se estrenarán en 2023. La película contendrá una historia original escrita por Tatsuya Endō, quien también supervisará la producción y proporcionará diseños originales de personajes.
La segunda temporada se estrenó el 7 de octubre de 2023, Ichirō Ōkouchi reemplaza a Furuhashi como guionista, y el personal restante y el elenco retoman sus roles.
El 9 de junio de 2024, se anunció una tercera temporada en el evento especial Spy × Family Anime Extra Mission. Yukiko Imai reemplaza a Furuhashi y Takahiro Harada como director, Rino Yamazaki reemplaza a Ōkouchi como guionista, y el personal restante y el elenco retoman sus roles. Se estrenará en octubre de 2025.

### Banda Sonora
La banda sonora del anime fue compuesta por (K)NoW_NAME. Salió a la venta el 26 de junio de 2022 con el título SPY x FAMILY Soundtrack Vol. 1 (TVアニメ「SPY×FAMILY」オリジナル・サウンドトラック Vol.1?)  en el cual se incluyen cuarenta y cinco pistas. El primer tema de apertura es «Mixed Nuts» (ミックスナッツ Mikkusu Natsu?) de Official Hige Dandism, mientras que el primer tema de cierre es «Kigeki» (喜劇?  lit. Comedia) de Gen Hoshino. El segundo tema de apertura es «Souvenir», interpretado por Bump of Chicken, mientras que el segundo tema de cierre es «Shikisai» (色彩?), interpretado por Yama.
| N.º | Título                     | Duración |  |
| 1.  | «STRIX»                    | 2:24     |  |
| 2.  | «WISE»                     | 1:41     |  |
| 3.  | «Transient calm»           | 1:40     |  |
| 4.  | «Liar»                     | 1:40     |  |
| 5.  | «Disguise»                 | 1:40     |  |
| 6.  | «Plan B»                   | 1:55     |  |
| 7.  | «Crisis of my home»        | 1:45     |  |
| 8.  | «Girl’s pastime»           | 1:41     |  |
| 9.  | «SUBJECT 007»              | 1:44     |  |
| 10. | «Front Line»               | 1:40     |  |
| 11. | «Elusive man»              | 1:42     |  |
| 12. | «Without tears»            | 3:58     |  |
| 13. | «Ponder»                   | 1:42     |  |
| 14. | «Thorn Princess»           | 2:07     |  |
| 15. | «Delusion»                 | 2:06     |  |
| 16. | «Verge of a setback»       | 1:52     |  |
| 17. | «Strange Marriage»         | 3:38     |  |
| 18. | «Housework»                | 1:41     |  |
| 19. | «Berlint»                  | 1:36     |  |
| 20. | «Gorgeous step»            | 1:57     |  |
| 21. | «Try again»                | 1:50     |  |
| 22. | «Looks like a nice family» | 1:45     |  |
| 23. | «Teacups»                  | 2:09     |  |
| 24. | «Little by little»         | 1:47     |  |
| 25. | «Sunset»                   | 1:56     |  |
| 26. | «Very Elegant»             | 2:15     |  |
| 27. | «Eden College»             | 2:54     |  |
| 28. | «Cecile Hall»              | 2:15     |  |
| 29. | «Housemaster»              | 2:10     |  |
| 30. | «Precocious»               | 2:20     |  |
| 31. | «Second Son»               | 1:55     |  |
| 32. | «Twilight»                 | 2:03     |  |
| 33. | «State Security Service»   | 1:46     |  |
| 34. | «Questioning»              | 1:54     |  |
| 35. | «Crack Down»               | 1:43     |  |
| 36. | «Commence»                 | 0:42     |  |
| 37. | «NEXT MISSION»             | 0:17     |  |
| 38. | «No one knows»             | 1:39     |  |
| 39. | «Forever and ever»         | 2:04     |  |
| 40. | «As a mother. As a wife.»  | 1:50     |  |
| 41. | «Small Daily Life»         | 1:54     |  |
| 42. | «Snake in the grass»       | 2:17     |  |
| 43. | «The Forgers»              | 2:13     |  |
| 44. | «Bondman»                  | 1:41     |  |
| 45. | «TBD»                      | 3:56     |  |

### Musical
Según los informes, se programó el proyecto Musical Spy × Family ( ミュージカル スパイフミリー  Myūjikaru Supai Famirī?), el cual entró en producción el 1 de mayo de 2022. El musical se estrenará en el Teatro Imperial de Tokio en marzo de 2023, seguido de una gira nacional en abril y mayo del mismo año.
El 30 de septiembre de 2022, anunciaron que la obra musical se estrenará el 8 de marzo de 2023 y al elenco que la conformarían, con Win Morisaki y Hiroki Suzuki interpretando a Loid Forger, mientras que Fūka Yuzuki y Mirei Sasaki interpretando a Yor Forger. Para el papel de Anya, las actrices serán seleccionadas a través de una audición. El elenco también incluyó a Kurumu Okamiya y Tsubasa Takizawa como Yuri Briar, Kento Kinouchi como Franky Franklin, Manato Asaka como Sylvia Sherwood, Sōma Suzuki como Henry Henderson y Nonoka Yamaguchi como Fiona Frost. También anunciaron que G2 dirigirá, escribirá el guion y la letra del musical; y Shuhei Kamimura estará a cargo de componer, arreglar y dirigir la música. Para la gira nacional, el musical se presentará en el Gran Salón KOBELCO en el Centro de Artes Escénicas de Hyogo en Nishinomiya, Prefectura de Hyōgo en abril y en el Teatro Hakata-za en Fukuoka, Prefectura de Fukuoka en mayo de 2023.

## Recepción

### Ventas y audiencias

#### Manga
En 2020, Spy × Family tenía 800 000 copias digitales y físicas en circulación tras el lanzamiento de su segundo volumen. Consiguió vender 2 millones de copias con el lanzamiento del volumen tres y con el volumen cuatro, alcanzó los 3 millones. Según Oricon, los volúmenes tres y cuatro llegaron a la lista de los 30 mangas más vendidos de 2020. El volumen seis recibió una tirada inicial de más de 1 millón de copias, la primera para una serie Shōnen Jump+. Con su lanzamiento en diciembre de 2020, Spy × Family vendió más de 8 millones de copias, tanto en formato físico y digital, en circulación por lo que convirtió en el noveno manga más vendido en 2020, con más de 4,5 millones de copias vendidas ese año. Entre abril de 2019 y marzo de 2020, se convirtió en el octavo manga más vendido con las primeras impresiones más grandes de Shueisha, junto a Kingdom, se clasificó como el cuarto manga más vendido con las primeras ediciones entre 2020 y 2021. En mayo de 2021, Spy × Family alcanzó los 10 millones de copias en circulación y aumentó a 11 millones de copias el siguiente mes. Con 537 558 copias vendidas en su primera semana, el volumen seis se convirtió en el segundo volumen consecutivo de la obra en debutar en el número uno en la lista semanal de Oricon de los mangas más vendido. En noviembre de 2021, la obra de Endo alcanzó más de 12,5 millones de copias en circulación, fue el octavo manga más vendido en 2021 con más de 4,9 millones de copias vendidas ese año. La serie ocupó el puesto 16 en la lista de Rakuten books de los 100 mangas digitales más vendidos de en 2021. El 3 de abril de 2022, cerca del lanzamiento del volumen 9 y el estreno del anime, se anunció que el manga alcanzó las 15 millones de copias. En mayo del mismo año, obtuvo más de 21 millones de copias, fue el cuarto manga más vendido desde el último mes de 2021 hasta los primeros cinco meses de 2022. En agosto de 2022, se vendieron más de 25 millones de copias, con lo que duplicó su número en comparación a nueve meses antes. En octubre, justo a la víspera del estreno de la segunda parte del anime y el lanzamiento del volumen 10, se anunció que el manga alcanzó más de 26,5 millones de copias en circulación.
Los volúmenes de Spy × Family se vendieron muy bien en Norteamérica. Alcanzaron la lista mensual de las 20 mejores novelas gráficas para adultos de NPD BookScan desde junio de 2020. 
Varios volúmenes del manga también aparecieron en la lista mensual de las novelas gráficas y manga más vendidos de The New York Times desde mayo de 2021. En Francia, el manga alcanzó el millón de copias vendidas a partir del volumen 6.

#### Anime
El anime también obtuvo buenos índices de audiencia desde su lanzamiento en abril de 2022. Su episodio debut fue el segundo más visto en el sitio de transmisión japoneses La serie ocupó el segundo lugar en abril, luego subió y permaneció en el primer lugar desde mayo hasta julio en las listas de clasificación de transmisión mensual japonesa y en las listas de clasificación de VOD, a pesar de que el anime dejó de emitir nuevos episodios en julio. En ventas de Blu-Ray, Spy × Family  fue el segundo anime con más copias vendidas (8 085 unidades), solamente superado por el anime Love Live! Nijigasaki Gakuen School Idol Doukoukai
El anime también triunfó en los servicios de streaming. En China, la plataforma Bilibili reveló que el anime de Spy × Family dominó la primera posición con 370 millones de reproducciones acumuladas, casi el triple que su competidor más cercano Kaguya-sama: Love is War – Ultra Romantic  que solo obtuvo 84.57 millones de reproducciones. Hasta agosto de 2022, la serie mantuvo el primer lugar como el anime más visto por los servicios de streaming en Japón a pesar de haber finalizado su emisión hace más de un mes.

### Crítica
Desde un comienzo, tanto el manga como su adaptación al anime, fueron muy elogiados por la crítica. En una revisión de los primeros 11 capítulos, Antonio Mireles de The Fandom Post resaltó a Spy × Family como una gran comedia sobre una familia disfuncional que se ve envuelta en situaciones extrañas que nunca salen como se planeó debido a sus personalidades únicas. Describió la configuración familiar de Loid como el «hombre correcto», a Yor como el «personaje tonto», y a Anya como «la niña adorable de la que los lectores se enamoran», como la receta perfecta para una comedia. Sin embargo, sintió que el humor que proviene de que Yor como el personaje tonto no fue bien utilizado. Hannah Collins de Comic Book Resources reconoció al primer volumen como uno de los «mejores lanzamientos de manga de 2020». Alabó el arte de Endō por su gama de expresiones faciales la cual usa como «su arma secreta, que despliega para ganarse los corazones y las mentes de los lectores en particularidad con las [expresiones] de Anya», según Collins, «roba cada página en la que aparece». La analista también declaró que «La comedia de acción no es poca cosa, incluso en medios animados o de acción en vivo. Para lograrlo tan bien en imágenes fijas se necesita un verdadero talento artístico». Morgana Santilli de The Beat declaró que el volumen uno de Spy × Family hace un excelente trabajo al equilibrar la acción de espionaje divertida con momentos familiares conmovedores. Definió el arte de Endō como «limpio y atractivo», lo que hace que su parodia del Berlín de la posguerra sea fácilmente reconocible. Santilli comparó su comedia con la de From Eroica with Love, otro manga centrado en la Guerra Fría. En una reseña de Polygon, Julia Lee declaró que «Endō toma una premisa que podría hacer un manga de acción típico, cursi y la usa para hacer una de las series más divertidas en este momento». Al igual que los otros críticos, Lee elogió el arte de Endō que para ella tiene «una habilidad especial para las escenas de acción […] paneles expresivos que realmente muestran cómo se sienten los personajes».
En los medios en español, las críticas también han sido muy positivas. El sitio web Ramen para Dos calificó al manga como «una obra sobre el significado de la familia y lo artificial que puede llegar a ser. Pero sobre todo, es una oda a lo maravilloso que es formar parte de una familia. En un mercado saturado de shōnen de acción, esta manga resulta un soplo de aire fresco en el género». También elogió el estilo de dibujo limpio y preciso de Endō, puesto que «dota a sus personajes de una gran expresividad y hace que sea muy fácil la lectura del manga». Marilo Delgado del sitio web Spinof resaltó la obra de Endō como «una comedia familiar encantadora sobre una familia que lo intenta lo mejor que puede y donde todos sus miembros se preocupan muchísimo por los otros […] equilibra perfectamente con los momentos más tranquilos e íntimos de la familia Forger». También destacó la calidad del anime  que «aunque [la animación] se mantiene bastante tranquila a grandes rasgos, brilla donde debe y nos deja escenas y coreografías de acción espectaculares». El sitio web Totoping Anime ensalzó la comedia del manga el cual posee «un humor bastante limpio con situación absurdas tomadas muy seriamente por los personajes logrando un humor que es fácil de entender para la mayoría, sin situaciones que solo entenderían los japoneses y su humor es bastante universal», por lo que concluyó que el manga es «sumamente entretenido apto para todo público tiene mucha comedia romance, acción y personajes con personalidad que salen un poco de los clichés de siempre en el manga». Edu Allepuz del sitio web El Palomitrón aplaudió la versatilidad del autor para con la trama se lleva también a su arte, ya que según el analista, «Spy × Family es una excelente amalgama de elementos y géneros de cuya simbiosis nace algo genuino, un título que no entiende de estigmas ni barreras, que abre sus puertas a todo aquel que quiera sumergirse y olvidar».

### Premios y nominaciones
Desde su publicación, Spy × Family ha recibido múltiples nominaciones, galardones y reconocimientos. El manga fue incluido en la lista de los 50 mejores cómics en la revista japonesa "Book of the Year", ostentando el puesto número 17 superó a otros títulos de la editorial Shūeisha del misma demografía shonen como Dragon Ball Super o Gintama. Tanto en Japón como en el extranjero destacan los siguientes premios:
| \| Año \| Premio \| Categoría \| Resultado \| Ref. \| \| ---- \| -------------------------------------------------------- \| ------------------------------------------------------------- \| --------- \| ---------- \| \| 2019 \| Next Manga Award \| Web Manga \| Ganador \| [1] \| \| 2019 \| Apple Books Awards \| Mejor Manga Shonen \| Ganador \| [99] \| \| 2020 \| 4th Tsutaya Comic Award \| Nuevo Hitt \| Ganador \| [100][101] \| \| 2020 \| Ridibooks Comic Award \| Premio especial \| Ganador \| [102] \| \| 2020 \| Konishi Prize \| Mejor Manga traducido \| Nominado \| [103] \| \| 2020 \| 44th Premio de Manga Kōdansha \| Mejor manga Shonen \| Nominado \| [104] \| \| 2020 \| 24th Premio Cultural Tezuka Osamu \| Premio Cultural \| Nominado \| [105] \| \| 2020 \| 13th Manga Taishō \| Manga Taishō \| 2° lugar \| [106][107] \| \| 2020 \| 20th Premio anual de la revista DaVinci al libro del año \| Libro del año \| 3° lugar \| [108] \| \| 2021 \| 14th Manga Taishō \| Manga Taishō \| 10° lugar \| [109][110] \| \| 2021 \| Sanyodo Comic Award \| Mejor Manga \| 2° lugar \| [111] \| \| 2021 \| Premios Eisner \| Mejor edición estadounidense de material internacional - Asia \| Nominado \| [112] \| \| 2021 \| Premios Harvey \| Mejor Manga \| Nominado \| [113] \| \| 2021 \| 48th Festival Internacional de la Historieta de Angulema \| Selección juvenil 12–16 años \| Nominado \| [114] \| \| 2022 \| Premios Eisner \| Mejor edición estadounidense de material internacional - Asia \| Nominado \| [115] \| \| 2022 \| Premios de los lectores franceses de Babelio \| Mejor Serie Manga \| Ganador \| [116] \| \| 2022 \| Japan Expo Awards 2022 \| Daruma d'or \| Ganador \| [117] \| \| 2022 \| Geeks d'Ouro \| Mejor Manga traducido \| Ganador \| [118] \| \| 2022 \| Premios Harvey \| Mejor manga \| Nominado \| [119] \| |                                                          |                                                               |           |                 |
| Año | Premio                                                   | Categoría                                                     | Resultado | Ref.            |
| 2019 | Next Manga Award                                         | Web Manga                                                     | Ganador   | [ 1 ]           |
| 2019 | Apple Books Awards                                       | Mejor Manga Shonen                                            | Ganador   | [ 99 ]          |
| 2020 | 4th Tsutaya Comic Award                                  | Nuevo Hitt                                                    | Ganador   | [ 100 ] [ 101 ] |
| 2020 | Ridibooks Comic Award                                    | Premio especial                                               | Ganador   | [ 102 ]         |
| 2020 | Konishi Prize                                            | Mejor Manga traducido                                         | Nominado  | [ 103 ]         |
| 2020 | 44th Premio de Manga Kōdansha                            | Mejor manga Shonen                                            | Nominado  | [ 104 ]         |
| 2020 | 24th Premio Cultural Tezuka Osamu                        | Premio Cultural                                               | Nominado  | [ 105 ]         |
| 2020 | 13th Manga Taishō                                        | Manga Taishō                                                  | 2° lugar  | [ 106 ] [ 107 ] |
| 2020 | 20th Premio anual de la revista DaVinci al libro del año | Libro del año                                                 | 3° lugar  | [ 108 ]         |
| 2021 | 14th Manga Taishō                                        | Manga Taishō                                                  | 10° lugar | [ 109 ] [ 110 ] |
| 2021 | Sanyodo Comic Award                                      | Mejor Manga                                                   | 2° lugar  | [ 111 ]         |
| 2021 | Premios Eisner                                           | Mejor edición estadounidense de material internacional - Asia | Nominado  | [ 112 ]         |
| 2021 | Premios Harvey                                           | Mejor Manga                                                   | Nominado  | [ 113 ]         |
| 2021 | 48th Festival Internacional de la Historieta de Angulema | Selección juvenil 12–16 años                                  | Nominado  | [ 114 ]         |
| 2022 | Premios Eisner                                           | Mejor edición estadounidense de material internacional - Asia | Nominado  | [ 115 ]         |
| 2022 | Premios de los lectores franceses de Babelio             | Mejor Serie Manga                                             | Ganador   | [ 116 ]         |
| 2022 | Japan Expo Awards 2022                                   | Daruma d'or                                                   | Ganador   | [ 117 ]         |
| 2022 | Geeks d'Ouro                                             | Mejor Manga traducido                                         | Ganador   | [ 118 ]         |
| 2022 | Premios Harvey                                           | Mejor manga                                                   | Nominado  | [ 119 ]         |

### Popularidad e impacto
En diciembre de 2019, la revista Brutus incluyó la serie en su lista de «Manga más peligrosos», que incluía trabajos con los temas «más estimulantes» los cuales «invitan a la reflexión». En ese mismo mes, Polygon lo incluyó en una lista de «los mejores cómics de 2019». La edición de 2020 de la guía Kono Manga ga Sugoi! reconoció a Spy × Family, la mejor serie de manga para lectores masculinos.  La obra de Endo ocupó el primer lugar en la lista de historietas recomendadas de 2020 de los empleados de librerías nacionales de Honya Club, la cual fue compilada mediante una encuesta a 1100 empleados profesionales de librerías en Japón. El manga fue nombrado como el «cómic web numeró uno de 2019», el «cómic web numeró uno de la Shōnen Jump+ Work de 2019», y en el «proyecto insignia de la Jump+».
Spy × Family también comenzó a ganar popularidad entre personas de diversas edades, desde los niños hasta adultos. Un funcionario de Takara Tomy Arts declaró: «[La serie] es popular entre una amplia gama de personas, al igual que Kimetsu no Yaiba. Anya es particularmente popular, [por lo que] es probable que haya aún más juguetes y materiales [de venta] en el futuro, incluidos productos para niños». Kazushi Shimada del sitio web The Real Sound comentó sobre una «regla tácita en la industria del manga en que solo se puede contar una gran mentira en una sola historia. En el caso de Spy × Family, se cuentan tres grandes mentiras las cuales son  que en la obra "hay espías", "hay asesinos" y "hay psíquicos" […] los elementos literalmente "viven juntos" en su mundo, el manga entrelaza tres grandes mentiras en un solo trabajo y no solo destruye la visión del mundo, sino que también se gana los corazones de muchas personas y se convierte en un gran éxito». También mencionó que «el poder sobrenatural y la ternura de Anya, así como la unidad familiar de los personajes principales, fueron un factor importante para que manga fuera tan popular». El editor en jefe de Shonen Jump+, Shuhei Hosono, declaró que la comedia y el misterio que rodea a los persones es otra de las razones del éxito del manga entre los lectores.